# Negació del genocidi armeni
La negació del genocidi armeni és la negació que els esdeveniments ocorreguts a l'Imperi Otomà després del 24 d'abril de 1915 i la Llei Tehcir de maig de 1915 formaven part d'un genocidi organitzat per l'Estat contra la població armènia de l'imperi i que el genocidi armeni va ocórrer.

## Turquia
La República de Turquia nega que les autoritats otomanes intentessin eliminar el poble armeni. Turquia reconeix que durant la Primera Guerra Mundial van morir molts armenis, però expliquen que també van morir turcs, i que es van cometre matances per ambdues parts a conseqüència de la violència interètnica i el conflicte principal de la Primera Guerra Mundial.
Turquia també critica les semblances amb l'Holocaust i una menció d'un genocidi armeni a qualsevol part del món pot trobar-se únicament amb una queixa formal de l'ambaixador turc, mentre que la menció d'aquest fet a Turquia pot comportar la possibilitat de l'obertura d'un processament judicial i la condemna a presó, com en el cas del periodista Hrant Dink o l'escriptor turc i guanyador d'un Premi Nobel Orhan Pamuk, el cas del qual va ser retirat per un tribunal turc.
L'executiu d'Ankara també ha criticat l'exigència del Parlament Europeu que Turquia reconegui l'existència del genocidi armeni. En un comunicat difós pel Ministeri d'Afers Exteriors turc, Ankara nega l'existència del genocidi i afirma que "les controvèrsies històriques han de ser avaluades pels historiadors".
Hi va haver una recent oferta per part del primer ministre turc, Recep Tayyip Erdoğan, el març de 2005, als historiadors turcs, armenis i de la resta de nacions, perquè formessin una comissió que establís la veritat dels esdeveniments de 1915. Les relacions entre Turquia i Armènia continuen estancades. Turquia ha tancat les fronteres terrestres amb Armènia, a causa del control armeni de l'Alt Karabakh.

## França
El 2011 s'anuncià un projecte de llei, a uns mesos de les eleccions presidencials, en què es penalitzaria qui negués el genocidi armeni, igual com es fa amb l'Holocaust. Aquest anunci rebé fortes crítiques dels turcs al·legant la impossibilitat que el seu país es defensés d'al·legacions falses i sense fonament.
Tanmateix, el 22 de desembre del 2011, l'Assemblea Nacional de França va aprovar, per àmplia majoria, una nova proposició de llei que condemnava la negació d'un genocidi, inclòs el dels armenis, la qual cosa va provocar un fort descontentament de Turquia, que va denunciar «una traïció a la història» i cridà a consultes el seu ambaixador.

## Altres

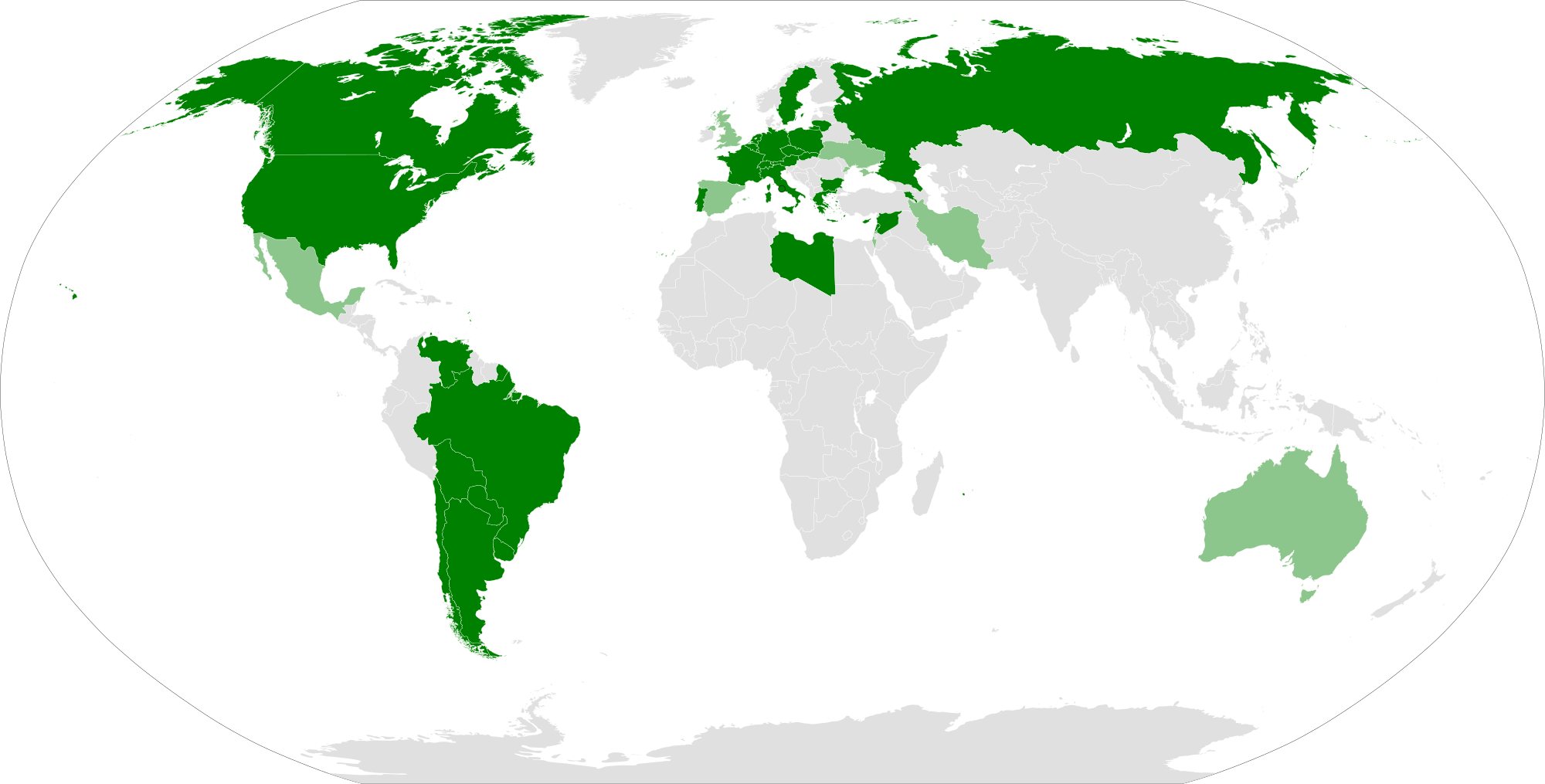
El reconeixement del genocidi armeni al món.

Ha existit una llarga reticència a reconèixer el primer genocidi del segle xx per part dels Estats Units. El president George W. Bush va dir que l'aprovació de la resolució 106 del Congrés, la qual reconeix i condemna el genocidi armeni, "causaria un gran mal a les seves relacions amb un aliat clau a l'OTAN i a la guerra contra el terrorisme"; de la mateixa manera, va manifestar que aquesta resolució "no és la resposta correcta a aquestes matances massives històriques".
L'11 d'octubre de 2007, per 27 vots a favor i 21 en contra, finalment la resolució va ser aprovada pel Congrés. El portaveu del Departament d'Estat, Sean McCormack, va lamentar l'aprovació de la resolució, i va reiterar que el Govern dels EUA s'hi oposava enèrgicament, per considerar que "podria causar un gran mal a les relacions entre els EUA i Turquia", mentre que el president turc Abdullah Gül va qualificar d'inacceptable l'aprovació.
Algunes organitzacions jueves com la Lliga Antidifamació (ADL), el Comitè Jueu Americà i el Comitè Americà Israelià d'Assumptes Públics també s'han oposat a la resolució 106 del Congrés. Exemple d'això és l'acomiadament dut a terme pel director nacional de la Lliga Antidifamació Abraham Foxman, al director regional de Nova Anglaterra, Andrew H. Tarsy per recolzar aquesta resolució. Després d'afrontar un temporal de desaprovació, Foxman va tornar a contractar Tarsy i va afirmar que les accions turques eren "equivalents al genocidi" però va continuar sense afegir el suport de l'ADL a la resolució 106 explicant: "Continuem creient fermament que una resolució del Congrés en temes així és un recurs contraproduent i no fomentarà la reconciliació entre turcs i armenis, i podria posar en perill la comunitat jueva turca i la important relació multilateral entre Israel, Turquia i els Estats Units".
Altres països, com Israel, el Regne Unit, Alemanya o Espanya, no utilitzen el terme genocidi per referir-se a aquests fets. Existeix igualment un desacord quant al nombre de morts. Diversos estudiosos, com Justin A. Mccarthy, professor de la Universitat de Louisville, o l'historiador turc Omer Turan ofereixen una perspectiva alternativa que indica que, segons estudis demogràfics de l'època, eren menys d'1,5 milions els armenis que vivien a l'Imperi Otomà, insinuant doncs que les xifres publicades relatives a la mort d'un milió d'armenis poden haver estat exagerades en gran manera i fins i tot afirmen que en aquell període van morir 3 milions de turcs.
| «                                               | Si el fet de dir que ambdues parts es van matar entre si em converteix en un negador del genocidi, llavors sóc un negador […] el titular del documental "El Genocidi Armeni" és una falsa descripció d'una història complicada. | » |
| — Justin A. McCarthy, historiador estatunidenc. | |   |